# Sylvie Lindeperg
Pour les articles homonymes, voir Lindeperg.
 (juillet 2016).
Sylvie Lindeperg est une historienne française, docteure en histoire et diplômée de l'Institut d'études politiques de Paris, spécialiste de la Seconde Guerre mondiale et de l'histoire du cinéma. Ses recherches portent sur les liens entre le cinéma, la mémoire et l'histoire sur la période de la Seconde Guerre mondiale.

## Biographie
Sylvie Lindeperg est la fille d'un couple d'enseignants militants socialistes rocardiens, Gérard Lindeperg, professeur de lettres puis d'histoire-géographie qui deviendra député de la Loire et de son épouse, Michèle Humbert, professeur de mathématiques puis députée européenne.
Après avoir effectué des études à l'Institut d'études politiques de Paris, elle soutient en 1993 sa thèse intitulée : Images de la Seconde Guerre mondiale dans le cinéma français (1944-1969) : les usages cinématographiques du passé sous la direction de Jean-Pierre Azéma.
Diplômée également de l'université de Southampton, Sylvie Lindeperg a d'abord été attachée temporaire d'enseignement et de recherche (ATER) à l'École normale supérieure de Cachan. De 2000 à 2008, elle enseigne en tant que maître de conférences à l'université Sorbonne-Nouvelle - Paris 3 puis, de 2006 à 2008, à l'École des hautes études en sciences sociales. C'est en 2008 qu'elle intègre l'université Panthéon-Sorbonne dans laquelle elle devient responsable de la composante cinéma au sein de l'UFR d'Histoire de l'art et d'archéologie.
S'inscrivant dans la lignée de l'historien Marc Ferro, et plus particulièrement de son ouvrage fondateur Cinéma et Histoire (1977), Sylvie Lindeperg prend le cinéma comme domaine d'étude au sein de sa discipline.
Elle est depuis[Quand ?] directrice du Centre d'études et de recherches en histoire et esthétique du cinéma (CERHEC). L’équipe du CERHEC est composée de membres statutaires (Agnès Devictor, François Garçon, Stéphane Goudet, Sylvie Lindeperg, Ania Szczepanska, Dimitri Vezyroglou), de chercheurs associés et de doctorants.
Sylvie Lindeperg a participé à différents colloques, comme celui consacré à René Allio intitulé Les histoires de René Allio. Elle a également été responsable du programme « Été 1944 : images et imaginaires de la Libération » au sein de la Mission interministérielle pour l'anniversaire des deux guerres mondiales en 2014.

## Principales publications
- Les écrans de l'ombre : la Seconde Guerre mondiale dans le cinéma français (1944-1969), Paris, CNRS Éditions, coll. « CNRS Histoire », 1997, 443 p. (ISBN 2-07-074312-8, présentation en ligne). Nouvelle édition augmentée : Les écrans de l'ombre : la Seconde Guerre mondiale dans le cinéma français (1944-1969), Paris, Éditions Points, coll. « Points. Histoire » (no H490), 2014, 567 p., poche (ISBN 978-2-7578-3746-7)(prix Jean-Mitry de l'Institut Jean-Vigo).
- Clio de 5 à 7 : les actualités filmées de la Libération, CNRS Éditions, 2000 ;
- Nuit et Brouillard, un film dans l'histoire, Éditions Odile Jacob, 2007 ;
- avec Annette Wieviorka, Univers concentrationnaire et génocide : voir, savoir, comprendre, Éditions Mille et Une Nuits, 2008 ;
- La voie des images : quatre histoires de tournage au printemps-été 1944, Éditions Verdier, 2013 ;
- avec Annette Wieviorka, Le moment Eichmann, Albin Michel, 2016. ;
- Nuremberg, la bataille des images, Payot, 2021.

## Filmographie
- Face aux fantômes de Jean-Louis Comolli, 2009